# 1916年海軍法案
1916年海軍法案是美國提出的造艦計畫，目的是大幅擴充美國海軍的主力艦（戰艦、戰鬥巡洋艦）。但造艦計畫因華盛頓海軍條約的簽訂，除部分已完工或部分完工者，其餘皆中止建造。

## 背景
美國在建國之初，除了涉入第一次巴巴里戰爭和第二次巴巴里戰爭之外，並無遠洋作戰的需求。但到了19世紀末、20世紀初，陸續取得波多黎各、古巴、夏威夷、關島、菲律賓等領地與殖民地之後，建立藍水海軍的需求已浮上檯面。1903年，美國確立「到1919年擁有以8艘戰艦為核心的艦隊共6個（合計48艘戰艦），成為世界第二的海軍大國」的基本方針。

## 法案內容
1914年第一次世界大戰爆發，使強化海軍戰力更迫在眉睫。1915年海軍提出以下5年造艦計畫，目標為「在1924年海軍戰力與世界第一的英國皇家海軍並駕齊驅」。
|            | 1917年 | 1918年 | 1919年 | 1920年 | 1921年 | 合計 |
| ---------- | ------ | ------ | ------ | ------ | ------ | ---- |
| 戰艦       | 2      | 2      | 2      | 2      | 2      | 10   |
| 戰鬥巡洋艦 | 2      |        | 1      | 2      | 1      | 6    |
| 巡洋艦     | 3      | 1      | 2      | 2      | 2      | 10   |
| 驅逐艦     | 15     | 10     | 5      | 10     | 10     | 50   |
| 大型潛艦   | 5      | 4      | 2      | 2      | 2      | 15   |
| 中型潛艦   | 25     | 15     | 15     | 15     | 15     | 85   |
| 巡邏艇     | 2      | 1      |        |        | 1      | 4    |
| 醫療船     | 1      |        |        |        |        | 1    |
| 補給艦     |        | 1      |        | 2      | 1      | 4    |
| 維修船     |        |        |        |        | 1      | 1    |

1916年，法案在經過小幅修改（將5年縮短為3年）之後通過，主要建造的艦種如下。
- 科羅拉多級戰艦
- 南達科他級戰艦 (1920年)
- 列克星頓級戰鬥巡洋艦
- 奧馬哈級輕巡洋艦

## 計畫中止
一戰結束後，美國政府恢復孤立主義政策，民眾也不歡迎新一輪的軍備競賽。在主要海軍大國簽訂華盛頓海軍條約之後，尚未完工的主力艦多半遭到廢棄，或是改建為航空母艦，各國進入「海軍假期」，直到1937年才開始建造新的主力艦。